# Niagalé Bagayoko
Niagalé Bagayoko (25 de mayo de 1974) es una politóloga francesa investigadora en sistemas de seguridad en países francófonos y políticas de seguridad occidentales en África. Actualmente preside la Red Africana del Sector de Seguridad (African Security Sector Network ASSN). Es también miembro de la "Coalición ciudadana para el Sahel" lanzada en 2020.

## Biografía
Nació en Francia en 1974. Su madre era francesa, corsa, y su padre francés de origen maliense quién llegó a Francia en 1957 antes de la independencia de los países africanos. Viajó por primera vez a Malí cuando tenía unos diez años, todavía vivía su abuela, en el barrio de Dar Salam en Bamako con quién Niagalé no podía hablar porque no sabía hablar bambara. Por primera vez vivió el contraste -explica en su entrevista- Se licenció en 1996 en Relaciones Internacionales en el Instituto de Estudios Políticos de Aix en Provence. Realizó una maestría en ciencias políticas y estudios europeos en la Universidad Marne la Vallée y en 2002 realizó un doctorado en Ciencias Políticas sobre Políticas de seguridad en Francia y EE. UU. en África Occidental ganadora del Premio de Investigación Científica 2003 otorgado por el IHEDN (Instituto de Altos Estudios de Defensa Nacional del Ministerio de Defensa Francés).
Investigadora en el Instituto de Investigación para el Desarrollo (IRD, Francia) y posteriormente en el Institute of Development Studies (IDS) de la Universidad de Sussex, también fue profesora en el Instituto de Estudios Políticos (Science Po) en París. De 2010 a 2015, dirigió el “programa de mantenimiento y consolidación de la paz” en la Organización Internacional de la Francofonía (OIF). 
En la actualidad es presidenta de la Red Africana del Sector de Seguridad (ASSN) una organización panafricana fundada en 2003 basada en Acra, la capital de Ghana, que reagrupa a especialistas de la reforma de sistemas de seguridad y participa con frecuencia en medios de comunicación en análisis y debates especialmente sobre el Sahel.

## Posiciones
Bagayoko considera que uno de los ejes clave para combatir la violencia y el terrorismo es la gobernanza. La contestación y el cuestionamiento del estado está en el corazón de la mayoría de las violencias en el Sahel: insurrección de grupos rebeldes, grupos yihadistas o insurrección de tipo popular como en Malí. El estado está acusado de ser depredador antes que protector. Considera que existe un "saber local" que debe inspirar las soluciones para Malí y su proceso (2021).
Niagalé es miembro de la Coalición ciudadana para el Sahel creada en 2020. La organización publicó en abril de 2021 el informe "Sahel: Lo que debe cambiar"

## Publicaciones
- Afrique : les stratégies française et américaine (Etudes africaines) (2004) L'Harmatan ISBN-10 : 2747556719
- Essays on Transforming Security and Development in an Unequal World Niagalé Bagayoko and Lyndsay McLean Hilker. Institute of Development Studies at the University of Sussex Brighton BN1 9RE UK